# Petro Kraluk

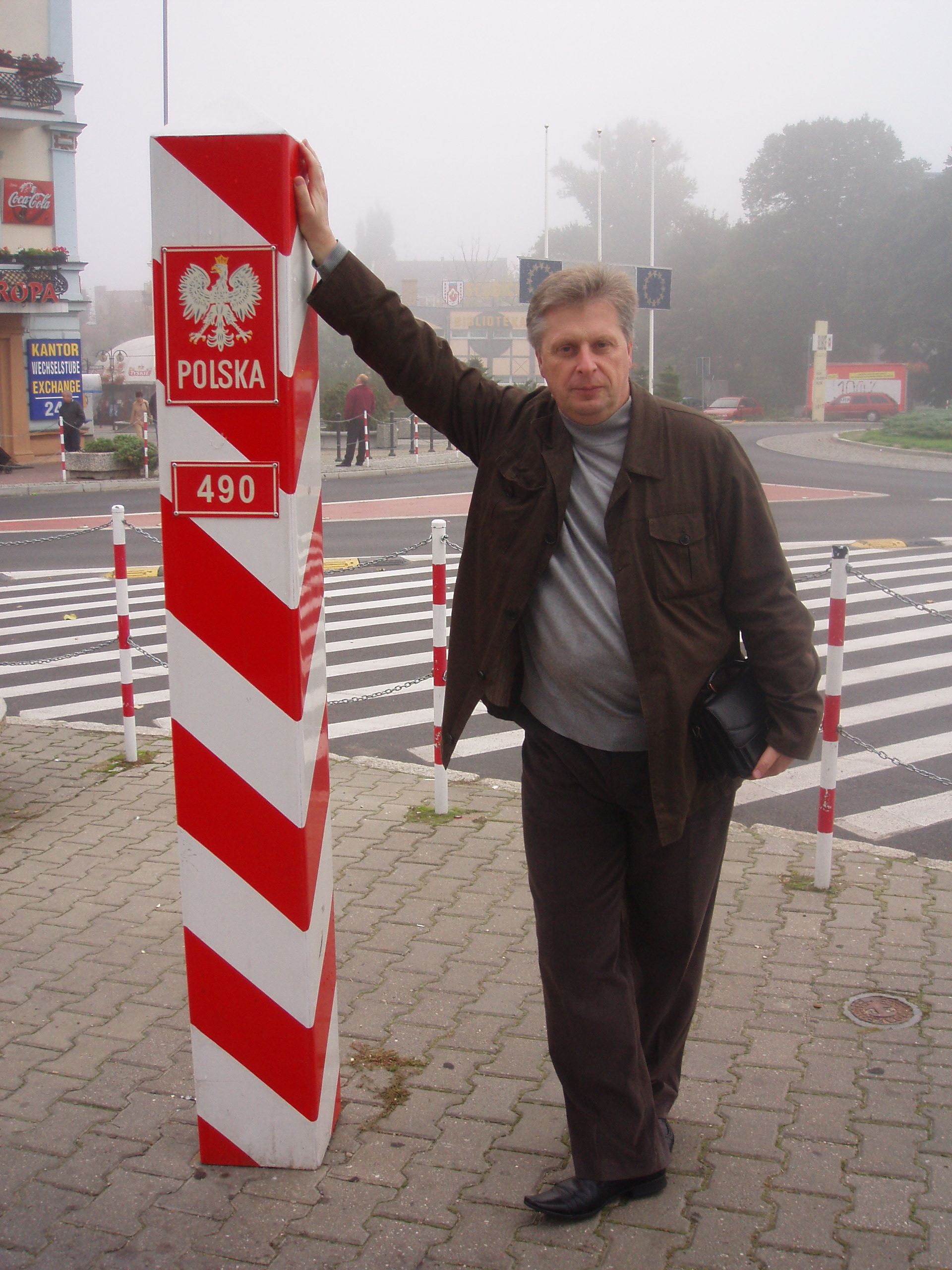
Petro Kraluk na granicy polsko-niemieckiej

Petro Mychajłowycz Kraluk (ukr. Петро Михайлович Кралюк; ur. 23 lutego 1958 w Kiwercach) – ukraiński filozof, pisarz i publicysta.

## Życiorys
Petro Kraluk urodził się 23 lutego 1958 r. w Kiwercach na terenie Wołynia. W 1979 roku ukończył historię w Instytucie Pedagogicznym im. Łesi Ukrainki w Łucku.
Na początku swojej drogi zawodowej pracował jako nauczyciel wiejski, potem wykładał na uniwersytecie. Swoją  aspiranturę ukończył w Instytucie Nauk Socjologicznych Akademii Nauk Ukraińskiej SRR.
W 1988 r. otrzymał stopień kandydata nauk instytutu filozofii Wyższej Akademii Nauk Ukraińskiej SRR. Tematem pracy był Antytrynitaryzm a opinia publiczna na Ukrainie w drugiej połowie XVI wieku do pierwszej połowy XVII wieku. W 1998 r. uzyskał stopień doktora nauk dysertacją  pt. Specyfika interakcji między konfesjonalną a narodową świadomością ukraińskiej opinii publicznej od drugiej połowy XVI wieku do pierwszej połowy XVII wieku.
Od 2005 r. jest dyrektorem Rady Promotorów  wydziału religioznawstwa Narodowej Akademii w Ostrogu, gdzie w chwili obecnej zajmuje stanowisko prorektora.
Petro Kraluk jest także członkiem Narodowego Związku Pisarzy Ukraińskich.

## Nagrody
Petro Kraluk jest laureatem wielu konkursów literackich. W 1992 wygrał międzynarodowego „Granoslova”, a w 2008 roku  ogólnoukraiński konkurs literacki „Ukraina. Duchowe historie”. Rok 2008 przyniósł Kralukowi jeszcze jedną prestiżową nagrodę –  nagrodę Svitocha. Rok później wyróżniono go po raz kolejny na literackiej arenie międzynarodowej, tym razem nagrodą Gogola „Tryumf”.

## Dzieła literackie i prace naukowe
Petro Krayluk jest autorem wielu prac naukowych z dziedziny religioznawstwa, politologii, a także literaturoznawstwa (zarówno badania monograficzne, jak i twórczość literacka).
W swoich pracach naukowych Kraluk podaje w wątpliwość tradycyjny schemat historii filozofii ukraińskiej, której autorem jest Dmitrij Cziżewski. Kraluk reprezentuje pogląd, że źródeł ukraińskiej historii filozofii należy szukać nie w czasach Rusi Kijowskiej, ale już w czasach antycznych. W swojej pracy naukowej zwraca również uwagę na arystokratyczny charakter średniowiecznej kultury ukraińskiej. Petro Kraluk jest także redaktorem encyklopedii „Wyższa Akademia w Ostrogu od XVI–XVII wieku” (2010).